# Tall Arbusz
Tall Arbusz (arab. تل عربوش) – miejscowość w Syrii, w muhafazie Al-Hasaka. W 2004 roku liczyła 229 mieszkańców.